# Fiona (nome)
Fiona  è un nome proprio di persona inglese e gaelico scozzese femminile.

## Varianti
- Maschili: Fionn[1]

## Origine e diffusione
Si tratta di una forma femminile del nome irlandese Fionn, che significa "bianco", "bello", "giusto", e ha quindi significato analogo a diversi altri nomi quali Leocadia, Chiara, Bianca, Candida, Labano, Leucio, Alba e Gwyn. Potrebbe basarsi anche sull'irlandese fíon, "vino". Attualmente esiste la tendenza ad usare Fiona come diminutivo dell'irlandese Fionnuala (con cui condivide, in parte, l'etimologia).
Venne usato dal poeta scozzese James Macpherson (1736–1796) nei suoi Canti di Ossian: questa in effetti è probabilmente la prima occorrenza del suo uso, ed è possibile che il nome sia stato creato dallo stesso Macpherson. Venne poi usato come pseudonimo da William Sharp (1855-1905), per firmare come "Fiona McLeod" alcuni suoi romanzi romantici. Da quel momento il nome divenne popolare in Inghilterra. Assunse poi popolarità nei paesi di lingua tedesca, trovandosi al quarantanovesimo posto tra i nomi più popolari nel 2008 in Germania.

## Onomastico
Il nome è adespota, non essendo portato da alcuna santa. L'onomastico si può festeggiare il 1º novembre, festa di Ognissanti.

## Persone
- Fiona Allen, attrice britannica

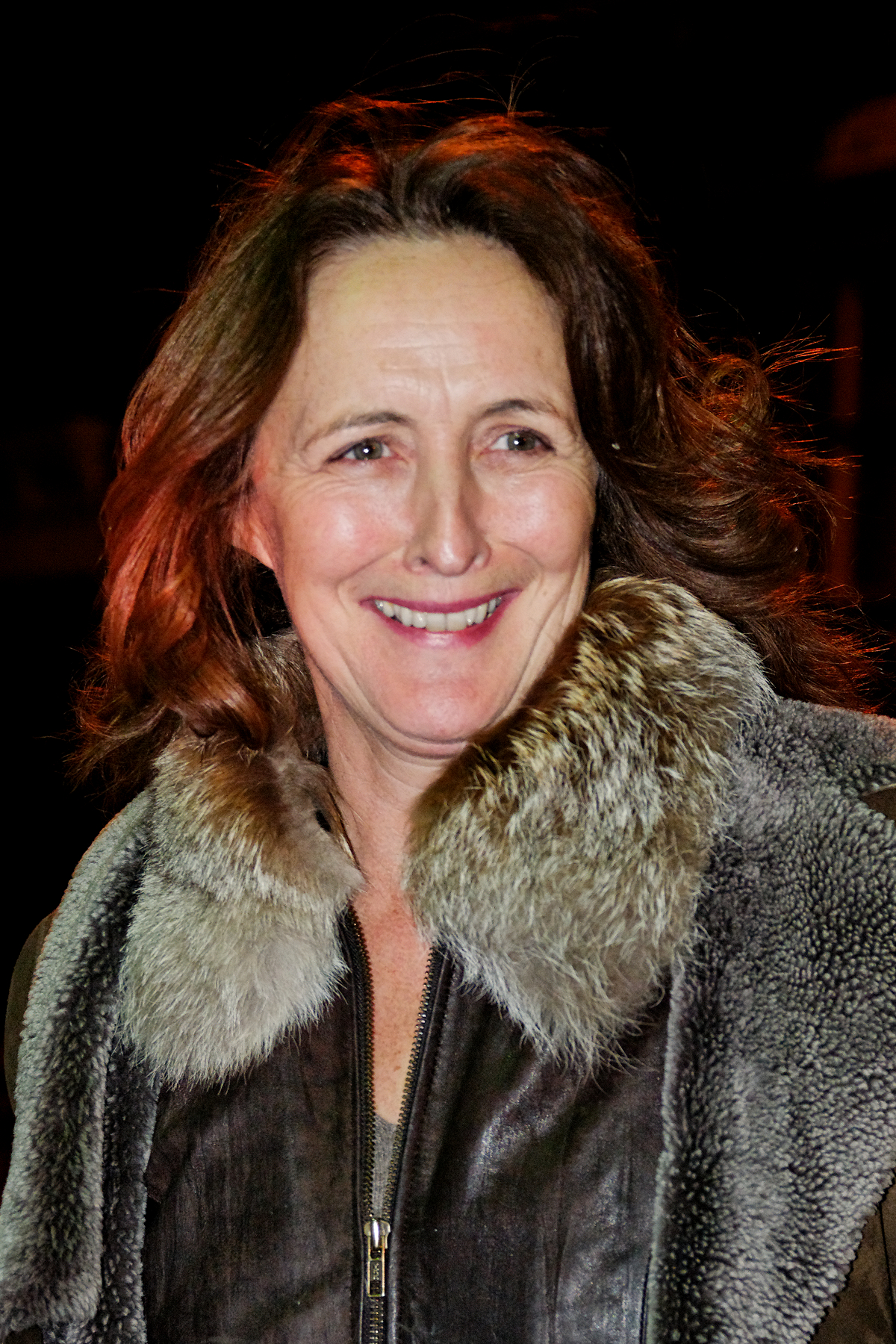
Fiona Shaw

- Fiona Apple, cantautrice statunitense
- Fiona Fullerton, attrice britannica
- Fiona MacDonald, giocatrice di curling britannica
- Fiona May, atleta e attrice italiana
- Fiona Robinson, cestista e pallamanista australiana
- Fiona Shaw, attrice teatrale e cinematografica irlandese
- Fiona Swarovski, stilista svizzera

## Il nome nelle arti
- La Principessa Fiona è un personaggio della serie di film Shrek.
- Fiona è un personaggio del film del 1994 Il segreto dell'isola di Roan diretto da John Sayles.
- Fiona è un personaggio del film del 2004 Cinderella Story diretto da Mark Rosman.
- Fiona è un personaggio del manga The Sword of Paros.
- Fiona è un personaggio del romanzo omonimo di Mauro Covacich.
- Fiona Belli è un personaggio del videogioco survival horror Haunting Ground.
- Fiona Controsenso è un personaggio della serie di libri Una serie di sfortunati eventi.
- Fiona Gallagher è un personaggio della serie televisiva del 2004 Shameless, e del suo omonimo remake del 2011.
- Fiona Glenanne è un personaggio della serie televisiva Burn Notice - Duro a morire.
- Fiona MacLeod è stato uno pseudonimo usato dallo scrittore e poeta scozzese William Sharp.
- Fiona Marquardt è un personaggio della soap opera Tempesta d'amore.
- Fiona Phillips è un personaggio della serie televisiva So Weird - Storie incredibili.
- Fiona Thompson è un personaggio fumetto online YU+ME dream.
- Fiona Volpe è un personaggio del film del 1965 Agente 007 - Thunderball: Operazione tuono, diretto da Terence Young.
- Fiona è il soggetto protagonista della canzone dei Lustra Scotty doesn't know.